# 1433
- Wikisource

| Calendário gregoriano                                                        | 1433 MCDXXXIII                                       |
| Ab urbe condita                                                              | 2186                                                 |
| Calendário arménio                                                           | 882 – 883                                            |
| Calendário bahá'í                                                            | -411 – -410                                          |
| Calendário budista                                                           | 1977                                                 |
| Calendário chinês                                                            | 4129 – 4130 Início a 21 de janeiro (aproximadamente) |
| Calendário copta                                                             | 1149 – 1150                                          |
| Calendário etíope                                                            | 1425 – 1426                                          |
| Calendários hindus - Vikram Samvat - Calendário nacional indiano - Cáli Iuga | 1488 – 1489 1354 – 1355 4533 – 4534                  |
| Calendário Holoceno                                                          | 11433                                                |
| Calendário islâmico                                                          | 836 – 837                                            |
| Calendário judaico                                                           | 5193 – 5194                                          |
| Calendário persa                                                             | 811 – 812                                            |
| Calendário rúnico                                                            | 1683                                                 |
| Calendário solar tailandês                                                   | 1976                                                 |

1433 (MCDXXXIII, na numeração romana) foi um ano comum do século XV do Calendário Juliano, da Era de Cristo, e a sua letra dominical foi D (53 semanas), teve início a uma quinta-feira e terminou também a uma quinta-feira.
| Ano completo                        |
| ----------------------------------- |
| Ano comum com início à quinta-feira |

## Eventos
- Nomeação de Frei Nuno Gonçalves como vigário do Funchal.
- 26 de Setembro - Doação do arquipélago da Madeira à Ordem de Cristo por D. Duarte.
- 26 de Setembro - Despacho do Infante D. Henrique contrariando o Vigário Geral da Ordem de Cristo a quem pertencia o "espiritual" do arquipélágo.

## Nascimentos
- 23 de Junho - Francisco II, Duque da Bretanha.
- 17 de Setembro - Dom Jaime de Portugal, arcebispo de Lisboa (n. 1433).
- 17 de Novembro - Dom Fernando, Duque de Beja, Infante de Portugal, governador, militar e navegador português que terá chegado a América muito antes de Cristóvão Colombo (m. 1470).
- Marsílio Ficino, filósofo italiano, maior representante do Humanismo florentino (m. 1499).

## Mortes
- 14 de Agosto – Rei João I de Portugal.
- 31 de Agosto – Fernando Rodrigues de Siqueira, Grão-Mestre de Avis e Regedor do Reino.
- Jaime II de Urgel, foi Vice-rei da Catalunha entre 1407 e 1410, n. 1380.